# 霓石
霓石（英語：Aegirine）是链硅酸盐矿物之一種，屬單斜輝石組的礦物。其化學式為NaFeSi2O6，其中鐵是三價（ Fe3+ ）。它和普通辉石形成霓石-普通辉石固溶体。霓石中的可鈉被鈣與二價鐵（Fe2+）和三價鐵 (Fe3+)被鎂取代， 鋁也可以取代三價鐵 (Fe3+)。锥辉石（Acmite）是一種纖維狀的綠色霓石。
霓石屬单斜晶系，一般呈深綠色棱柱晶體。具有玻璃光澤和完美的解理面。莫氏硬度在5到6之間，比重在3.2到3.4之間。霓石有時可達寶石級礦物。
锥辉石於1821年在挪威被命名。霓石在同地區於1835年被命名。

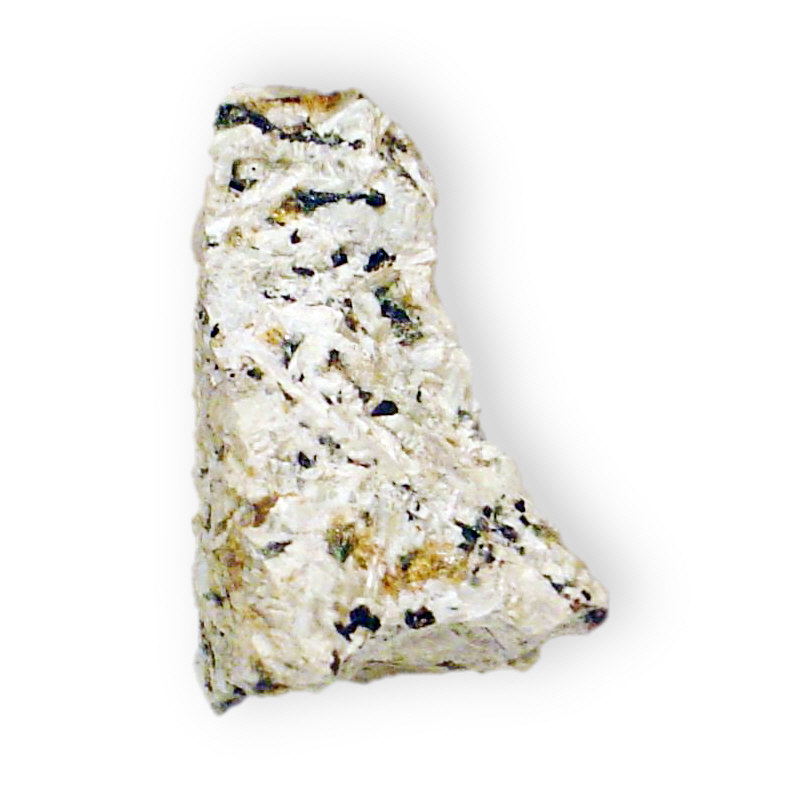
含霓石(aegirine)和锥辉石(acmite) 的正長岩，標本地點：阿肯色州Magnet Cove

## 產狀
霓石通常產於下列岩石中：
- 鹼性火成岩:霞石正長岩、火成碳酸鹽岩和偉晶岩。
- 區域變質岩:片岩、片麻岩和鐵礦層中，藍片岩相岩石，以及麻粒岩。
- 自生礦物：頁岩和泥灰岩。

霓石與下列礦物共生：鉀長石、霞石、铁钠闪石(riebeckite)、钠钙闪石(arfvedsonite)、钛硅铁钠石(aenigmatite)、 星叶石(astrophylite)、钙磷钙石(catapleiite)、异性石 桃针钠石(serandite) 和魚眼石 .

## 產地
- 加拿大：魁北克省聖伊萊爾山
- 挪威：孔斯貝格
- 格陵蘭：納薩爾蘇克
- 俄羅斯：科拉半島
- 美國：阿肯色州馬格內特科夫
- 肯亞
- 蘇格蘭
- 尼日利亞